# Wydział Inżynierii Biomedycznej Politechniki Śląskiej
Wydział Inżynierii Biomedycznej Politechniki Śląskiej – jeden z trzynastu wydziałów Politechniki Śląskiej, oraz jeden z dwóch wydziałów zamiejscowych, znajdujących się w Zabrzu.

## Kierunki studiów
Dostępne kierunki: 
- Inżynieria Biomedyczna (studia I i II stopnia)

## Poczet dziekanów
1. prof. dr hab. inż. Ewa Piętka (2010–2012)
2. prof. dr hab. inż. Marek Gzik (2012–2020)
3. prof. dr hab. inż. Zbigniew Paszenda (od 2020)

## Władze Wydziału
W kadencji 2020–2024: 
| Stanowisko                                  | Imię i nazwisko                      |
| ------------------------------------------- | ------------------------------------ |
| Dziekan                                     | prof. dr hab. inż. Zbigniew Paszenda |
| Prodziekan ds. Kształcenia                  | dr inż. Justyna Majewska             |
| Prodziekan ds. Współpracy i Rozwoju         | prof. dr hab. inż. Robert Michnik    |
| Prodziekan ds. Infrastruktury i Organizacji | dr hab. inż. Paweł Badura            |

## Struktura organizacyjna
| Katedra                                                | Kierownik                            |
| ------------------------------------------------------ | ------------------------------------ |
| Katedra Informatyki Medycznej i Sztucznej Inteligencji | prof. dr hab. inż. Ewa Piętka        |
| Katedra Biomateriałów i Inżynierii Wyrobów Medycznych  | prof. dr hab. inż. Zbigniew Paszenda |
| Katedra Biomechatroniki                                | prof. dr hab. inż. Marek Gzik        |